# Vila Isabel
Vila Isabel es un barrio de la Zona Norte del  município de Río de Janeiro. Conocido por ser una de las cunas de la samba en Brasil, se ubica en la subprefectura de Grande Tijuca. Limita con los barrios de Grajaú al oeste; Maracanã al este; Andaraí y Tijuca al sur; y Engenho Novo, Sampaio, Riachuelo, Rocha y São Francisco Xavier al norte, de los que está separado por la sierra de Engenho Novo.
El barrio de Vila Isabel es la sede de la región administrativa de Vila Isabel, la misma que engloba los barrios de Vila Isabel, Andaraí, Grajaú y Maracanã. Su índice de qualidade de vida, en el año 2000, era de 0,901, el 27º mejor de la ciudad de Río de Janeiro, entre los 126 bairros evaluados, siendo considerado alto.